# Vive la République !
Pour plus de détails, voir Fiche technique et Distribution.
Vive la République ! est un film français réalisé par Éric Rochant, sorti en 1997.

## Synopsis
Des jeunes du Mans au chômage tentent de créer un nouveau parti politique.

## Fiche technique
- Titre : Vive la République !
- Réalisation : Éric Rochant
- Production : Alain Rocca
- Société de production : France 2, Studio Canal, Lazennec Productions, Studio Images 4
- Photographie : Christophe Pollock
- Montage : Pascale Fenouillet
- Décors : Thierry François
- Pays d'origine :  France
- Format : couleur
- Genre : comédie
- Durée : 90 minutes
- Date de sortie : 5 novembre 1997 (France)

## Distribution
- Aure Atika : Sabine
- Antoine Chappey : Victor
- Gad Elmaleh : Yannick / Antoine
- Hippolyte Girardot : Henri
- Atmen Kelif : Emile
- Florence Pernel : Solange
- Mathilde Seigner : Corinne
- Roschdy Zem : Ahmed
- Eva Ionesco : La femme de Victor
- Capucine Rochant : Léa
- Fabrice Leroy  : un convive